# Eudorylas buscki
Eudorylas buscki är en tvåvingeart som först beskrevs av Malloch 1912.  Eudorylas buscki ingår i släktet Eudorylas och familjen ögonflugor. Inga underarter finns listade i Catalogue of Life.